# Рудолф Цистлер
Рудолф Цистлер (Загреб, 1886—1960) био је аустроугарски адвокат, најпознатији по заступању чланова Младе Босне на суђењу за атентат на Франца Фердинанда.

## Биографија
Потиче из мешовитог брака. Отац му је био Аустријанац, а мајка, рођена Брегеш, из Загорја. У родитељској кући се није говорио немачки, научио га је тек током студија на Бечком универзитету, где је стекао титулу доктора права.
Још у раној младости је постао социјалиста. На Првомајској прослави у Бањалуци 1908. држао је говоре. Уредник је „Мајских списа социјалистичког радништва Босне и Херцеговине”, коју је издала Српска штампарија у Загребу (1908).
Каријеру је започео као приправник у канцеларији познатог српског адвоката Милана Сршкића. Као приправник је радио у великим адвокатским канцеларијама, са којима је имао прилике да учествује и да се истакне у крупним правним предметима.
Суд у Сарајеву га је именовао као једног од 6 бранилаца, по службеној дужности (сваком браниоцу су додељена по 4 оптужена). Једини је имао звање адвоката приправника, док су остали били адвокати и судије. По именовању је истакао да ће савесно приступити својој дужности. Његови брањеници, оптужени за злочин велеиздаје су били Вељко Чубриловић, Васо Чубриловић, Иво Крањчевић и Неђо Керовић. Истовремено када је постављен за адвоката по дужности, обратила му се жена Мишка Јовановића, трговца, који је једини од оптужених могао себи да приушти адвоката. Тражила је да преузме његову одбрану. Наиме, Мишку Јовановићу је по службеној дужности додељен Коста Премужић, Хрват, клерикалац и франковац, политички изразито антисрпске и шовинистичке оријентације. Цистлер је прихватио понуду и тражио од председника суда да га разреши именовања адвоката по дужности, али се председник суда успротивио овом захтеву. Не могавши да се прихвати одбране Мишка Јовановића, обећао је његовој породици да ће одбрана коју спрема за своју групу бити везана за општа питања кривичног права и да ће на тај начин, индиректно бранити и остале оптужене.
Током истражног поступка, пре отварања главне расправе, у затвору је посећивао углавном Вељка Чубриловића. На његов захтев је донео му је пакетић с храном, фотографијом његове тек рођене ћерке и цигаретама, због чега је суд против њега покренуо дисциплински поступак, за његово брисање са листе адвокатских кандидата, а на терет му је стављено и то што је био једини од бранитеља који се руковао и разговарао са оптуженима, у паузама док је трајао главни претрес. За дисциплинског тужитеља је постављен Јозо Сунарић, касније Павелићев доглавник.
Суђење је одржано октобра 1914. Рудолф је утврдио озбиљне мањкавости и упитност начела легитимитета судске пресуде оптуженицима. Своју одбрану је започео тврдњом да оптужени нису извршили дело велеиздаје, с обзиром на државно-правни статус Босне и Херцеговине. Позивао се на одлуку Берлинског конгреса из 1878, по којој је Аустроугарска добила мандат да окупира ову територију, док је анексија представљала узурпацију тог права и кршење одлуке Берлинског конгреса. Босна и Херцеговина није могла бити саставни део Аустроугарске монархије, јер је суверенитет над њом и даље имао турски султан, па се атентаторима није ни могла приписати намера њеног „отргнућа” из Монархије. Самим тим, тај чин није представља велеиздају, нити кажњиво дело. Говорио је да се оптуженима не може судити за „убиство престолонаследника”, већ за „убиство”, с обзиром да према закону, повреда престолонаследника не познаје посебну заштиту. Оваквим ставовима је покушао да обори оптужницу, бранећи истовремено свих 25 оптужених.
Током изношења одбране, судије су га прекидале, претиле му одузимањем речи, изрицале му судску казну, док су официри, којих је у публици било много, различитих народности, а највише Мађара и Шваба, гласно су према њему исказивали мржњу, згражавање и огорчење.
По завршеној одбрани, пријатељи су га упозорили да не напушта зграду гарнизона, у којој се одржавао процес, јер ће га на излазу чекати официри, да се сабљама обрачунају са њим, па је морао заобилазним излазом да буде изведен из касарне. Након суђења, многи пријатељи су га бојкотовали или избегавали из страха. Нигде није смео јавно да се појави, јер су га официри провоцирали и тражили повод да се обрачунају с њим. Нападала га је сва домаћа и страна штампа (углавном из Беча и Будимпеште), која је отворено агитовала да буде затворен. Моралну храброст, задовољство и понос су му пружали српски родољуби међу случајним пролазници на улици, који су му исказивали симпатије, поштовање и захвалност.
Стенограм Цистлерове одбране је након суђења приложен за покретање кривичног прогона против њега, пред Војним судом, због повлађивања велеиздаје. Дисциплински поступак против њега, који је започео још пре почетка суђења је тиме био прекинут. Код Војног суда није постојала ослобађајућа пресуда, често су доношене масовне казне смрти, док је најнижа временска казна износила 5 година тешке тамнице. Разматрао је и могућност одласка у емиграцију и већ је планирао да лађом у празном бурету, заједно са транспортом уља, побегне у Италију. Срећом, након више месеци, кривични поступак на Војном суду је обустављен, а издејствована је само одлука о изгнанству из Босне и Херцеговине, коју је потписао Никола Мандић, касније председник Павелићеве владе. Овако позитиван исход поступка, према Цистлеровом мишљењу, дугује се сукобу између мађарских и аустријских представника у државној управи.
Сарајево је напустио 15. марта 1915 и остатак рата је провео у егзилу. Радио је у Пакрацу и Вуковару. Био је истакнути члан Загребачке адвокатске коморе.
Након завршетка Првог светског рата Цистлер се преселио у Сарајево. Тада је открио да су чланови судског већа, који су судили у велеиздајничком процесу, остали на својим местима код Врховног суда. На захтев Иве Крањчевића и Бранка Загорца написао је уводни чланак „Fiat Iusticia”, у „Српској Зори” (око 1920), после чега су пензионисани сви чланови тог сената.
Између два рата обилазио је удовицу и ћерку свог брањеника Вељка Чубриловића, над којим је 3. фебруара 1915. извршена смртна казна.
Године 1937. на Академији друштва „Крајишник”, у Народном позоришту у Сарајеву је први пут јавно говорио о својој одбрани и то предавање је објављено као брошура под насловом „Како сам бранио Принципа и другове”.
Поводом десетогодишњице уједињења је одобрио штампање својих говора са суђења атентаторима на Франца Фердинанда. Објављени су у часопису „Млада Босна” (1928).
Објавио је и књигу „О неким питањима из кривичног права” 1936. године.
На академији у спомен Гаврилу Принципу, априла 1939. године, заједно са Божом Марковићем и Стеваном Загорчићем одржао је предавање у Соколском дому краља Александра. Приход од академије био је намењен подизању Спомен-дома „Гаврило Принцип” у Босанском Грахову.
На молбу, Војислава Богићевића, који је поводом обележавања 50 година од Сарајевског атентата приређивао књигу „Сарајевски атентат — писма и саопштења”, 1953. написао је писмо, у коме је навео неке мање познате детаље његове одбране на суђењу.
Пред Други светски рат је радио као адвокат у Загребу. Усташе су га одмах ухапсиле и спровеле у Логор Керестинец, одакле га је избавила супруга Јулијана, успевши да пронађе документе који доказују да није био Јеврејин.
Након рата је осуђен на седам година затвора, због заступања оштећених у процесу око национализације рудника боксита у Широком Бријегу (Међугорје, Херцеговина). Осуђен је на седам година затвора због сарадње са Немцима, али је убрзо ослобођен, на интервенцију Швајцараца, који су се побунили.
Умро је 1960. године.
О Цистлеру је 2014. године снимљен филм под називом „Бранио сам Младу Босну”, у режији Срђана Кољевића.

## Породица
Са супругом Јулијаном, Немицом, рођеном Обершмит, имао је ћерку Ванду Цистлер, која је постала истакнута оперска певачица Сарајевске опере. Имала је „чист, моћан глас”.